# Кулянчичи
Кулянчичи (серб. Куљанчићи / Kuljančići) — село в общине Власеница Республики Сербской Боснии и Герцеговины. Население составляет 104 человека по переписи 2013 года.